# Рокитна (притока Пруту)
Роки́тна (інші назви — Рокитнянка, Стара Границя) — річка в Україні, у межах Хотинського і Новоселицького районів Чернівецької області. Ліва притока Пруту (басейн Дунаю). 

## Опис
Довжина Рокитни 30 км, площа басейну 136 км². Долина V-подібна, завширшки до 2 км. Заплава двостороння, завширшки 30—100 м. Річище помірно звивисте, на окремих ділянках пересихає, завширшки до 4 м. Похил річки 6,8 м/км. Є ставки.

## Розташування
Витоки розташовані серед лісового масиву в межах Хотинської височини, на північний захід від села Колінківців. Тече на південний схід, впадає в Прут на південній околиці міста Новоселиці. 